# Marie (roman de Henry Rider Haggard)
Pour les articles homonymes, voir Marie.
 (février 2018).
Si vous disposez d'ouvrages ou d'articles de référence ou si vous connaissez des sites web de qualité traitant du thème abordé ici, merci de compléter l'article en donnant les références utiles à sa vérifiabilité et en les liant à la section « Notes et références ».
Marie est un roman de l'écrivain britannique Henry Rider Haggard paru en 1912. Cette œuvre n'a été traduite en français qu'en 2021. Elle met en scène l'une des premières aventures du héros Allan Quatermain.

## Synopsis[2]
À l'âge de dix-sept ans, le célèbre héros Allan Quatermain rencontra Marie Marais en Afrique du Sud, chez le père de celle-ci, un fermier boer. Il apprenait la langue française avec Marie sous la tutelle de M. Leblanc, un Français qui vivait chez M. Marais. Ils s’avouèrent leur amour, mais tout ceci fut de courte durée, car la ferme boer fut attaquée par une tribu Cafre. C'est ainsi que pour la première fois, Quatermain tua des hommes lors d'un affrontement.
Les Cafres réclamaient justice : le fils aîné de Quabie (le chef de la tribu) avait été cruellement assassiné par le « gros blanc » (qui n'était autre que M. Leblanc) qui vivait avec M. Marais. Ils voulaient donc que celui-ci le leur soit livré, en échange de quoi ils partiraient sans que personne soit inquiété. M. Leblanc, dans un accès de rage, tira un coup de feu sur un des Cafres. Le blessé alla relater à sa tribu de l'odieuse trahison des Boers lors des pourparlers.
Par la suite, M. Marais, qui était prêt à en découdre, les Cafres ayant brûlé une partie de sa ferme, volé tout son bétail ainsi que manqué de tuer sa fille Marie, fut radouci par le père d'Allan. Celui-ci lui expliqua qu'il valait mieux rendre grâce à ce qui avait été sauvegardé car Marie avait été sauvée in extremis de l'enlèvement par le jeune Quatermain qui fut d’ailleurs blessé assez grièvement a la cuisse par une lance.
Après plusieurs jours de convalescence, Allan sut que, finalement, il y eut bien confrontation entre les Boers et la tribu de Quabie, et qu'en découlèrent plusieurs morts parmi les fermiers, dont celle de M. Leblanc, dont la tête fût tranchée. Marie ne passait que très peu rendre visite à Allan pendant son rétablissement. En effet Hernando Pereira, héritier de grandes richesses et fils de la sœur de M. Marais, venait d'arriver et était pressenti par le père de Marie comme futur époux. Hernando avait été engagé comme l'un des organisateurs du Grand Trek, c'était un homme plutôt prétentieux et couard. Allan avoua à son père son intention d'épouser la jeune Marie, mais celui-ci, peu optimiste, lui rétorqua que c'était peine perdue. La rencontre entre Pereira et le jeune Quatermain fut pour le moins assez houleuse, tous deux firent le pari d'abattre six oies sauvages volant à plus de cent mètres en tirant le moins de coups possibles et en moins de temps qu'il n'en faut pour le dire, Hernando pariait cent livres Allan sa meilleure jument. Allan remporta le pari malgré la tricherie de Pereira.
Plus tard, M. Marais clarifia les choses auprès du jeune Quatermain en lui expliquant qu'il lui était reconnaissant d'avoir sauvé sa fille mais qu'il ne consentirait jamais à ce qu'il épouse celle-ci car d'une part celui-ci était anglais (M. Marais détestait les Anglais) et pauvre, et que d'autre part il voulait que sa fille quitte le pays et qu'il la promettait à Pereira. Marie ne consentit pas aux déclarations de son père et l'informa qu'elle préférait mourir plutôt que d'épouser un autre homme qu'Allan. Marie et le jeune Quatermain se firent leurs adieux ainsi que des promesses d'amour.
Les autorités britanniques ordonnèrent à Allan de servir dans une des guerres frontalières directement en tant que lieutenant, il y servit pendant un an puis son corps militaire fut dissout. Quand Allan rentra auprès de son père, il reçut une lettre de Marie lui demandant de l'aide. Évidemment, il partit aussitôt la secourir en compagnie de Hanz son domestique, un Hottentot porté sur la bouteille, sarcastique mais fidèle. À son arrivée, il découvrit l'état lamentable du camp où vivait Marie, rongée par la maladie et la guerre. Allan fut accueilli en héros car il ramenait avec lui des chariots de vivres ainsi que de l'argent. Il dut également sauver (à contre-cœur) Hernando Pereira qui était parti chercher de l'aide mais qu'on soupçonnait grandement d'avoir plutôt pris la fuite. Quatermain et Marie (qui n'était toujours pas mariée) se promirent de s'unir dans six mois car celle-ci serait alors majeure. De retour au camp, Hernando se rétablit, et demanda à Allan de l'aider à partir. Le jeune Quatermain accepta une fois de plus de l'aider, ce qu'il regretta puisque Pereira manqua de le tuer à coup de fusil, lui laissant une éraflure sur la joue. Allan renonça à se venger et abandonna Hernando à son sort et retourna chez les Boers. M. Marais décida qu'il était temps de quitter leur camp et tous partirent continuer leur Treck vers une terre plus fertile.
Sur la route, ils se firent capturer par des Zoulous, et c'est lors de cette aventure qu'Allan hérita de son surnom de Macoumazahn (celui qui dort avec un œil ouvert) et rencontra le chef Zoulou Dingane kaSenzangakhona. Là il apprit que Pereira était toujours en vie et qu'il avait une fois de plus manigancé quelques vilains tours. Pour la première fois il entendit parler de Umslopogaas (celui-ci avait soi-disant volé la promise du roi : Nada-le-lys). Ensuite Dingane délivra Quatermain et les Boers. Allan ayant encore gagné un pari de tir aux fusils contre le roi, aux yeux de celui-ci Quatermain était forcément un sorcier.
L'équipée trouva enfin une terre fertile et Marie allait être majeure, elle et Allan se marièrent enfin sous la bénédiction de Piet Retief un boer et un chef Voortrekker. M Marais fut courroucé de cet acte. Marie et Allan n'eurent pas le temps de profiter de leur noce que Retief réquisitionna le jeune Quatermain afin qu'il serve d’interprète auprès du roi Dingane pour négocier un traité de paix. Le roi Zoulou signa le traité et invita Allan et Retief à festoyer. Dingane, prétextant que Quatermain devait aller voir une femme malade, le fit prisonnier sans que personne s'en aperçoive et fit un signal à ses soldats qui foncèrent sur Retief et les Boers désarmés. Tous furent massacrés sur la colline de Kwa Matiwane. Quatermain fut gardé prisonnier plusieurs jours, Dingane craignant que celui-ci ne prévienne les autres camps Boers (qu'il avait aussi l'intention d'anéantir) de la trahison de celui-ci. Allan fût drogué pendant son emprisonnement par le sorcier Zikali et sous la geôle de Naya (une femme Zoulou), puis il fut relâché. Le jeune Quatermain se précipita au camp où était Marie, camp qui avait été épargné et Allan retrouva son épouse bien aimée saine et sauve.
Mais les retrouvailles furent de courte durée, Allan fut arrêté par les Boers afin d'être traduit en cour martiale, et condamné à mort sous le faux témoignage de M.Marais et du perfide Hernando Pereira l'accusant d'avoir comploté avec Dingane. Marie, ne pouvant supporter cette idée, fit évader Allan en le droguant (se doutant qu'il refuserait) et échangea ses vêtements avec les siens. À son réveil, le jeune Quatermain se rendit compte de la supercherie et accourut au camp Boers retrouver Marie. Elle gisait à terre, en effet Pereira l'ayant pris pour Allan il l'avait abattue. Henry Marais, s'apercevant de l'erreur de son neveu, l'exécuta à son tour alors que dans son trépas il avouait son faux témoignage et disculpait ainsi Allan.
Allan profondément attristé, retourna vivre chez son père et voulu absolument oublier ce malheureux épisode de sa vie, d’ailleurs il n'en parla jamais et fit comme si tout cela n'était pas arrivé.